# Nicki Trench
Nicki Trench is een auteur van boeken en artikelen op de handwerkgebieden haken, naaien, breien en quilten.
Nicky Trench geeft workshops in haar huis in Lewes, vlak bij het Engelse East Sussex. Ze heeft twee volwassen dochters.
Ook haar moeder en grootmoeder haakten al. Voor de baas van haar zus in Parijs haakte ze een poncho. Ze genoot van het werken met kleur en maakte haar eerste haakcreaties in haar twintiger jaren. Nadat ze had gewerkt met de techniek Fair Isle begon ze met het ontwerpen van kussens en spreien. Bij het haken ging ze steeds meer spelen met gekleurde vierkanten.
Over haar hobby tuinieren schreef ze een boek over zelf groente en fruit kweken en het houden van kippen en bijen. Het werd in het Nederlands vertaald onder de titel Maak je eigen boerderijtuin.
Nicki ontwerpt ook trouwtaarten voor magazines als Cosmopolitan Bride, You & Your Wedding en Brides. 